# Moritz Heger
Moritz Heger (* 24. April 1971 in Stuttgart) ist ein deutscher Schriftsteller. Von 2017 bis 2025 war er 1. Vorsitzender des Stuttgarter Schriftstellerhauses, seit 2025 ist er dessen 2. Vorsitzender.

## Leben
Heger studierte nach seinem 1990 bestandenen Abitur am Rabanus-Maurus-Gymnasium in Mainz von 1991 bis 1992 Freie Kunst an der Hochschule der Bildenden Künste Saar in Saarbrücken und von 1992 bis 1999 Germanistik, Evangelische Theologie, Pädagogik und Theaterwissenschaften in Mainz. Er beendete seine Studien mit dem Magister Artium sowie dem Ersten und Zweiten Staatsexamen. Heger war Stipendiat des Evangelischen Studienwerks Villigst. Von 1989 bis 1997 leitete er die Jugendtheatergruppe TüTe in Mainz. Heute lebt er als Gymnasiallehrer für Deutsch, Evangelische Religion, Literatur und Theater in Stuttgart. Seit 2004 leitet er am Evangelischen Heidehof-Gymnasium Stuttgart die Theater-AG, die zunächst Die Bordratten und Dilämma hieß und sich seit 2014 TODC nennt.
Moritz Heger hat mehrere Literaturpreise gewonnen. 2008 erschien sein erster Roman In den Schnee im Salzburger Verlag Jung und Jung, 2021 sein Roman Aus der Mitte des Sees im Diogenes Verlag in Zürich. 2024 kam, ebenfalls im Diogenes Verlag, sein dritter Roman Die Zeit der Zikaden heraus.  
Heger leitet im Stuttgarter Schriftstellerhaus seit 2019 das Junge Schriftstellerhaus, bis 2022 zusammen mit Moritz Hildt, von 2022 bis 2024 mit Regina Rechsteiner, seit 2025 wieder mit Moritz Hildt.

## Auszeichnungen
- 1996: Förderpreis zum Joseph-Breitbach-Preis, heute Georg-K.-Glaser-Preis, für die Erzählung Odyssee
- 2003: Literaturförderpreis der Stadt Mainz für Silvester, ein Kapitel aus dem Roman In den Schnee[6]
- 2007: MDR-Literaturpreis und zugehöriger Publikumspreis für die Erzählung Ins Schwimmbad[7]
- 2010: Wortschatz Rheinland-Pfalz (Jugendtheaterstückwettbewerb), 2. Platz, für Luftzeug
- 2012: Irseer Pegasus, 2. Preis, für die Erzählung Antarktis

## Veröffentlichungen (Auswahl)
Theaterstücke
- mit Erik Strub: FeuerLand. Jugendtheaterstück frei nach Motiven des Romans Herr der Fliegen von William Golding. (UA: Mainz 1993). Buchner-Theater-Verlag, Krailling 1994. Neuauflage: Impuls-Theater-Verlag, Planegg 2006.
- Luftzeug. Theaterstück fürs professionelle Jugendtheater. Kaiserverlag, Wien 2010.
- Landzunge. Theaterstück. Kaiserverlag, Wien 2012.
- Ohren Utan und Schimpfanse. Theaterstück fürs professionelle Kindertheater. Kaiserverlag, Wien 2012.
- Mütter. Theaterstück. Kaiserverlag, Wien 2012.

Kurzgeschichten
- Ins Schwimmbad. In: Michael Hametner (Hrsg.): Die Zusammensetzung der Welt. Die besten Kurzgeschichten aus dem 12. MDR-Literaturwettbewerb 2007.

Romane
- In den Schnee. Roman. Jung und Jung, Salzburg 2008, ISBN 978-3-902497-37-6.
- Aus der Mitte des Sees. Roman. Diogenes Verlag, Zürich 2021. ISBN 978-3-257-07146-7
- Die Zeit der Zikaden. Roman. Diogenes Verlag, Zürich 2024. ISBN 978-3-257-07274-7